# Route 49 (Colombie-Britannique)
La Route 49 est l'une des deux courts liens routiers entre Dawson Creek et la frontière de l'Alberta. Créée en 1975, la route 49 se dirige vers l'est depuis le centre-ville de Dawson Creek jusqu'à la frontière de l'Alberta où elle devient la route 49.

## Intersections majeures
| District régional     | Ville        | km    | Destinations                                   | Notes               |
| --------------------- | ------------ | ----- | ---------------------------------------------- | ------------------- |
| Peace River           | Dawson Creek | 0,00  | BC-2 (8th Street) – Fort St. John, Pouce Coupe | Carrefour giratoire |
| Peace River           |              | 15,39 | AB-49 est – Spirit River                       | Continue en Alberta |
| - Transition de route |              |       |                                                |                     |